# ژلاتین انفجاری
ژلاتین انفجاری یا ژل‌ایگنایت (انگلیسی: Gelignite)  ماده‌ای منفجره است متشکل از کلودیون-پنبه (نوعی نیتروسلولز) حل‌شده در نیتروگلیسرین یا اتیلن گلیکول دی‌نیترات مخلوط‌شده با خمیر کاغذ و پتاسیم نیترات یا سدیم نیترات.
این مادهٔ منفجره در سال ۱۸۷۵ توسط آلفرد نوبل، مخترع سوئدی که دینامیت را هم اختراع کرده‌است، اختراع شد. این ماده از دینامیت، پایدارتر است.